# Salix richardsonii
Salix richardsonii är en videväxtart som beskrevs av William Jackson Hooker. Salix richardsonii ingår i släktet viden, och familjen videväxter. Inga underarter finns listade i Catalogue of Life.

## Bildgalleri

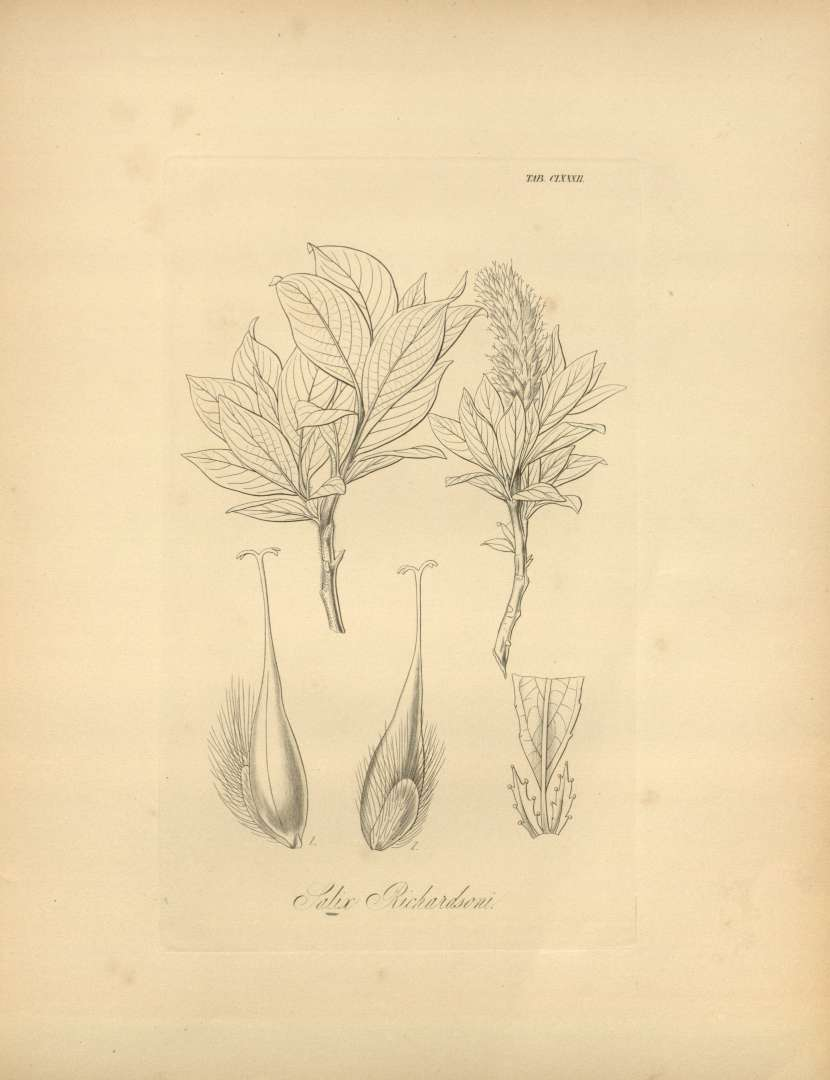